# Josef Finger
Josef Finger (Plzeň, 1 de janeiro de 1841 — Sankt Georgen im Attergau, 6 de maio de 1925) foi um físico e matemático austríaco.

## Vida
Joseph Finger era filho de um padeiro. Frequentou o ginásio em Plzeň. Estudou matemática e física na Universidade Carolina em Praga, de 1859 a 1862. Em 1865, por razões financeiras, qualificou-se para ensinar matemática e física em escolas secundárias, iniciando então a lecionar. Em 17 de março de 1875 obteve o doutorado na Universidade de Viena, qualificando-se em 1876 para mecânica analítica. Em 1897 publicou o livro "Über das innere Virial eines elastischen Körpers". De 1888 a 1890 foi decano da Escola de Química, e de 1890 a 1891 foi reitor da Universidade Técnica de Viena. Em 1916 foi condecorado com o título de doutor honoris causa. É um dos pioneiros da mecânica do contínuo.